# Ana Kijevska
Ana Kijevska (Ana Jaroslavna) bila je kraljica Francuske kao druga supruga kralja Henrika I., kojem je rodila Filipa I. Francuskog.
Anini roditelji bili su Jaroslav I., veliki knez Kijeva i Ingegerd Olofsdotter, kći švedskog kralja Olofa Skotkonunga. Bila je sestra kraljice Anastazije. 
Kralj Henrik tražio je pravu ženu za sebe te ju je našao u Ani. Vjenčali su se u Reimsu 19. svibnja 1051. i dobili četvero djece. Ana je isprva bila zgađena nekim francuskim običajima te je pisala ocu kako su Francuzi barbari. 
Nakon Henrikove smrti, Ana je djelovala kao regent u Filipovo ime. Njezin drugi brak, s grofom Rudolfom IV. od Valoisa, bio je smatran skandaloznim te je papa Aleksandar II. ekskomunicirao par. 
Ana je umrla 1075. Bila je baka Luja VI.

## Vanjske poveznice
- Yaroslavna, biografija (eng.)